# Pauline Powell Burns

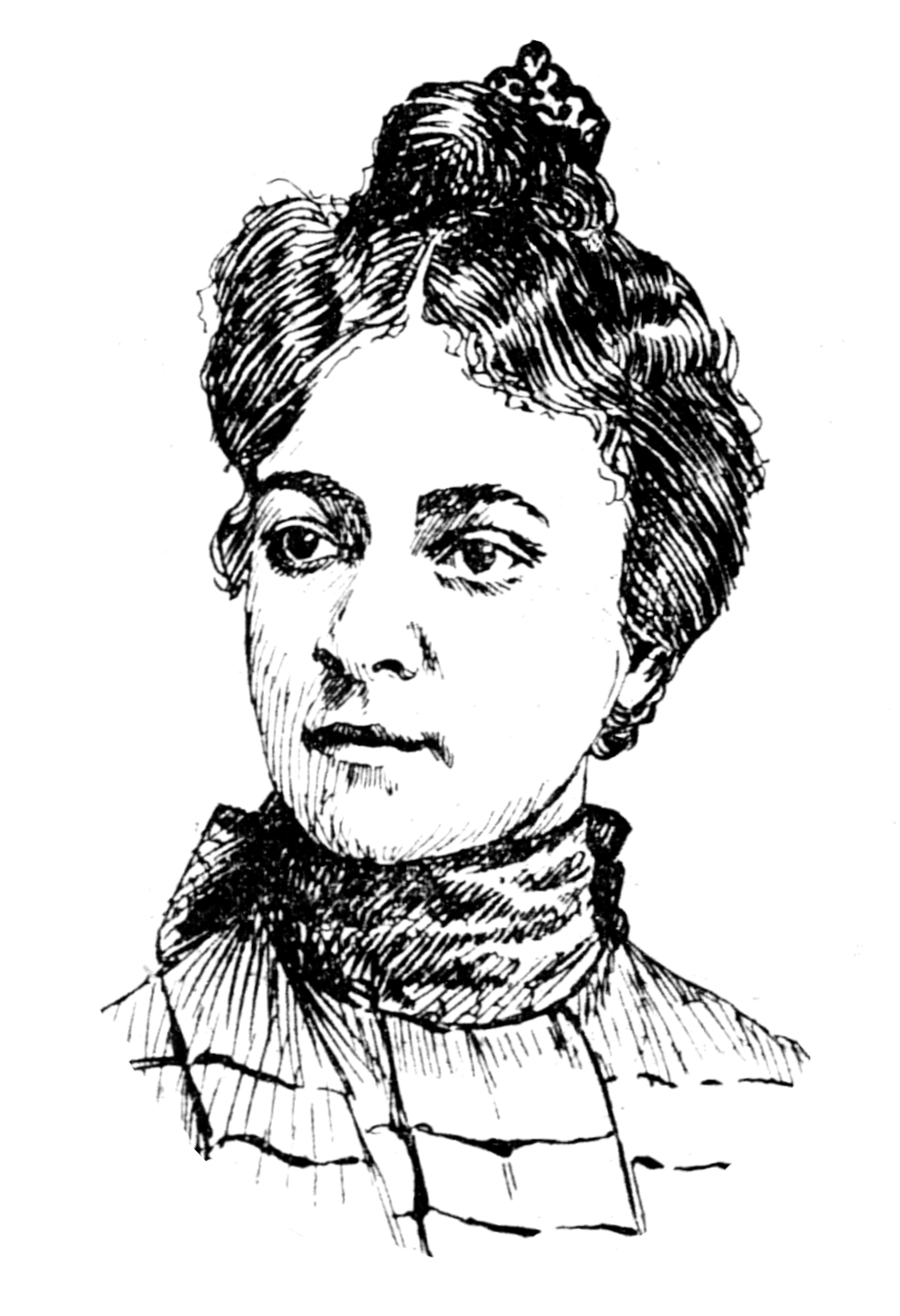
Pauline Powell Burns

Pauline Powell Burns, auch Pauline Powell (* 27. Juni 1876 in Oakland, Kalifornien, USA; † 1912 ebenda) war eine US-amerikanische Malerin und Pianistin. Sie war die erste afroamerikanische Künstlerin, die 1890 in Kalifornien Gemälde ausstellte.

## Leben und Werk
Burns war die Tochter von Josephine Turner und William W. Powell. Ihr Urgroßvater väterlicherseits war der Schmied Joseph Fosset, einer der Sklaven von Thomas Jefferson, der 1826 durch dessen Testament freigelassen wurde. Ihre Großmutter Isabella Fossett wurde bei einer Auktion auf der Monticello-Plantage von Jefferson im Alter von acht Jahren an einen anderen Sklavenhalter verkauft, konnte jedoch in den 1840er Jahren mit einem von ihrem Bruder Peter Fossett gefälschten Freipass nach Boston fliehen.
Burns zeigte bereits als Kind musikalisches und künstlerisches Talent. Obwohl Afroamerikaner zu diesem Zeitpunkt an der California School of Design bereits zugelassen wurden, scheint sie weitgehend Autodidaktin gewesen zu sein.  Sie gab oft Klavierabende in der Umgebung, insbesondere in San Francisco. Als talentierte Sängerin sang sie später in einem Quartett in Los Angeles, Kalifornien.
Es wird angenommen, dass Burns die erste afroamerikanische Künstlerin war, die in Kalifornien ausstellte. Anscheinend begann sie im Alter von 14 Jahren ihre Gemälde öffentlich zu zeigen, aber ihre erste bekannte öffentliche Ausstellung war 1890 auf der Mechanics’ Institute Fair in San Francisco.  Sie wurde eher als Pianistin anerkannt und 1919 wird sie in einer Geschichte der Afroamerikaner in Kalifornien nur als Klavierlehrerin aufgeführt.
Burns heiratete am 11. Oktober 1893 Edward E. Burns, mit dem sie keine Kinder hatte. Sie starb 1912 im Alter von 36 Jahren an Tuberkulose.
Ihre Werke sind selten und die größte Sammlung befindet sich im Oakland Museum of California.
Einige Dokumente zu Powells Leben werden in den Archives of California Art aufbewahrt.

## Werke (Auswahl)
- Still life with fruit, 1890[5]
- Violets, 1890. Befindet sich in der Sammlung des Smithsonian Institution National Museum of African American History and Culture.
- White Houses
- Bulldogs[6]